# パーシー・ブライアント
パーシー・D・ブライアント(Percy D. Bryant、1899年6月12日 - 1961年8月26日) は1930年代始めに活躍したアメリカのボブスレー選手。1932年のレークプラシッドオリンピックの男子4人乗りで銀メダルを獲得した。